# IC 1810
IC 1810 је спирална галаксија у сазвјежђу Еридан која се налази на листи објеката дубоког неба у Индекс каталогу.
Деклинација објекта је - 43° 4' 36" а ректасцензија 2h 29m 26,6s. Привидна величина (магнитуда) објекта IC 1810 износи 13,4 а фотографска магнитуда 14,2. IC 1810 је још познат и под ознакама ESO 246-18, MCG -7-6-9, PGC 9477.